# عبد القادر حجار
عبد القادر حجار (1937 – 13 أكتوبر 2020)، هو سياسي ودبلوماسي جزائري.
ترأس اللجنة الوطنية للتعريب التابعة لحزب (جبهة التحرير الوطني) لمتابعة عملية التعريب ومراقبتها وتوجيهها، والتي أنشأت بعد إقرار دستور 1976 بأن اللغة العربية هي «اللغة الوطنية الرسمية».

## المهام الدبلوماسية
- 1986-1989: سفير فوق العادة ومفوض للجمهورية الجزائرية في ليبيا
- 1989-1992: سفير فوق العادة ومفوض للجمهورية الجزائرية في سوريا
- 2000-2004: سفير فوق العادة ومفوض للجمهورية الجزائرية في إيران
- 2004-2012: سفير فوق العادة ومفوض للجمهورية الجزائرية في مصر والمندوب الدائم للجزائر لدى جامعة الدول العربية.[4][5]
- 2012-2019: سفير فوق العادة ومفوض للجمهورية الجزائرية في تونس.[5][6]

## تكريم
منحت الرئاسة التونسية السفير الصنف الأوّل من وسام الجمهورية تقديرا لما قام به من عمل دعما لأواصر الصداقة والتعاون بين الجمهورية التونسية والجمهورية الجزائرية الديمقراطية الشعبية.

## وفاته
توفى عبد القادر حجار بتاريخ 13 أكتوبر 2020، عن عمر يناهز 83 سنة، ودُفن في اليوم الموالي بعد صلاة الظهر بمقبرة العالية بالجزائر العاصمة، بحضور أعضاء من الحكومة من بينهم الوزير الأول عبد العزيز جراد، ورئيس مجلس الأمة بالنيابة صالح قوجيل.